# I've Seen All Good People
«I've Seen All Good People» — композиция с третьего студийного альбома The Yes Album (первая по счёту на второй стороне диска) британской рок-группы Yes, выпущенного 19 февраля 1971 года лейблом Atlantic Records.
Композиция состоит из двух частей: "Your Move" и "All Good People", каждая продолжительность немного более трёх минут. 
В этом же году "Your Move" была выпущена в виде сингла (с инструментальной композицией "Clap" из того же альбома на второй стороне), который достиг #40 в Billboard Hot 100, что помогло начинающей группе обрести популярность.
Первая часть песни «Your Move» отсылает к игре в шахматы как метафоре отношений между мужчиной и женщиной. В заключительные моменты имеется отсылка к творчеству Джона Леннона: к основной  мелодии бэк-вокалисты негромко добавляют припев известной песни Леннона «Give Peace a Chance».
"I've Seen All Good People" является одной из самых популярных и узнаваемых композиций группы Yes: она часто исполнялась на концертах и присутствует на многих сборниках группы.

## Участники записи
Yes
- Джон Андерсон — ведущий вокал, перкуссия
- Крис Сквайр — бас-гитара, бэк-вокал
- Стив Хау — электрогитары, акустические гитары, португальская гитара, бэк-вокал
- Тони Кей — пианино, орган Хаммонда, синтезатор Муга
- Билл Бруфорд — барабаны, перкуссия

Дополнительные музыканты:
- Колин Голдринг (Colin Goldring) — блок-флейта на «Your Move»